# Anywhere
Anywhere – singel brytyjskiej piosenkarki Rity Ory. Singel został wydany 20 października 2017 roku. Twórcami tekstu utworu są Nolan Lambroza, Ali Tamposi, Alessandro Lindblad, Nicholas Gale, Andrew Wotman, Brian Lee oraz Rita Ora, natomiast jego produkcją zajęli się Alesso, Andrew Watt i Sir Nolan.
„Anywhere” jest utrzymany w stylu muzyki dance-pop i electropop. Piosenka otrzymała dobre recenzje od krytyków muzycznych i została wybrana „utworem tygodnia” w dzienniku „The Guardian”. Utwór był notowany na 2. miejscu na liście najlepiej sprzedających się singli w Wielkiej Brytanii. 
Aby promować piosenkę Rita Ora wykonała ją m.in. w programie The Jonathan Ross Show oraz podczas gali MTV Europe Music Awards 2017.

## Lista utworów
- Digital download[2]

1. „Anywhere” – 3:35

- Digital download – R3hab Remix[3]

1. „Your Song” (R3hab Remix) – 2:54

- Digital download – Willy William Remix[4]

1. „Your Song” (Willy William Remix) – 3:33

## Personel
Opracowano na podstawie materiału źródłowego.
- Rita Ora – kompozycja, wokal
- Ali Tamposi – kompozycja, wokal wspierający
- Andrew Watt – kompozycja, produkcja, wokal wspierający, keyboard, gitara, programowanie, producent wokalu
- Alesso – kompozycja, produkcja, keyboard, programowanie
- Nolan Lambroza – kompozycja, produkcja, keyboard, instrumenty, programowanie
- Nicholas Gale – kompozycja
- Brian D Lee – kompozycja
- John Hanes – inżynier miksowania
- Dave Kutch – inżynier masteringu
- Daniel Zaidenstadt – inżynier dźwięku
- Serban Ghenea – miksowanie

## Notowania i certyfikaty
| Lista (2017–18)                          | Najwyższa pozycja |
| ---------------------------------------- | ----------------- |
| Australia (Top 50 Singles)               | 14                |
| Austria (Ö3 Austria Top 40)              | 18                |
| Belgia (Ultratop 50 Singles, Flandria)   | 17                |
| Belgia (Ultratop 50 Singles, Walonia)    | 13                |
| Czechy (Rádio – Top 100)                 | 82                |
| Czechy (Singles Digitál – Top 100)       | 31                |
| Dania (Track Top-40)                     | 25                |
| Francja (Top Singles & Titres)           | 43                |
| Hiszpania (PROMUSICAE)                   | 64                |
| Holandia (Dutch Top 40)                  | 7                 |
| Holandia (Single Top 100)                | 20                |
| Irlandia (Singles Chart)                 | 4                 |
| Niemcy (Media Control Charts)            | 18                |
| Nowa Zelandia (Recorded Music NZ)        | 23                |
| Polska (AirPlay – Top)                   | 1                 |
| Portugalia (AFP)                         | 54                |
| Słowacja (Rádio – Top 100)               | 5                 |
| Słowacja (Singles Digitál – Top 100)     | 27                |
| Stany Zjednoczone (Hot Dance Club Songs) | 6                 |
| Szwajcaria (Singles Top 100)             | 7                 |
| Szwecja (Sverigetopplistan)              | 47                |
| Węgry (Rádiós Top 40 játszási lista)     | 7                 |
| Węgry (Single (track) Top 40 lista)      | 3                 |
| Wielka Brytania (UK Singles Chart)       | 2                 |

| Państwo                | Status             |
| ---------------------- | ------------------ |
| Australia (ARIA)       | 2× platynowa płyta |
| Belgia (BEA)           | złota płyta        |
| Hiszpania (PROMUSICAE) | złota płyta        |
| Kanada (Music Canada)  | złota płyta        |
| Niemcy (BVMI)          | złota płyta        |
| Nowa Zelandia (RMNZ)   | złota płyta        |
| Polska (ZPAV)          | diamentowa płyta   |
| Wielka Brytania (BPI)  | platynowa płyta    |